# Lava-lava !
Lava-lava! est une série télévisée d'animation française en 14 épisodes de 3 minutes, créée par Federico Vitali, produite en 1994 et diffusée du 10 novembre 1997 au 4 juin 1999 sur Canal+.

## Synopsis
Lava-lava! est une série humoristique très farfelue, mettant en scène des personnages (humains, animaux, extraterrestres, ...) "abracadabrant" dans un univers délirant.

## Fiche technique
- Réalisation : Federico Vitali
- Scénario : Federico Vitali, Jérôme Vitiello
- Musique : Arturo Sandoval
- Montage : Alexis Madrid, Patrick Michel
- Décor : Valerie Carmona, Florence May
- Studio d'animation : Jean-François Laguionie, Patrick Moine, Mikael Shields, Steve Walsh
- Production : Eva Entertainment, La Fabrique, Les Films du Triangle, Videal, Canal+, CNC

## Épisodes
1. ...Who's afraid of the big BAAAA wolf?
2. Bingo! Bongo! I don't want to leave the Congo!
3. Houston?... We have a problem!
4. Much a quack about nothing
5. Pull me up! Pull me down!
6. Rock around the... frock!
7. Shut up mutt!!
8. Sick as a dog
9. Strangers in the night
10. Time after chime
11. To be or not Toby
12. Total eclipse
13. One egg is enough!!
14. What's up Teddy Bear?

Note : tous les épisodes de la série, bien que de production française, sont montrés en anglais.